# Ax-les-Thermes
Ax-les-Thermes là một xã trong vùng Occitanie, thuộc tỉnh Ariège, quận Foix, tổng Ax-les-Thermes (Chef-lieu). Ax-les-Thermes nằm trên độ cao trung bình là 720 mét trên mực nước biển, có điểm thấp nhất là 697 mét và điểm cao nhất là 2.411 mét. Xã có diện tích 30,26 km², dân số vào thời điểm 1999 là 1.441 người; mật độ dân số là 47 người/km².

## Thông tin nhân khẩu
| 1962  | 1968  | 1975  | 1982  | 1990  | 1999  |
| ----- | ----- | ----- | ----- | ----- | ----- |
| 1.628 | 1.688 | 1.562 | 1.478 | 1.489 | 1.441 |

## Địa điểm tham quan
Thị trấn đã từng 7 lần là điểm cuối và 6 lần là điểm khởi hành của một chặn trong Tour de France; lần cuối cùng là chặn thứ 12 của Tour de France 2001.